# Bassin de Tremp
Le bassin de Tremp est un bassin sédimentaire situé dans les Pyrénées espagnoles, à cheval sur l'Aragon et la Catalogne. Ce bassin correspond à l'origine à une dépression dans laquelle se sont déposés des sédiments allant du Crétacé au Paléogène, de 150 Ma à 40 Ma environ, dans un environnement d'abord marin puis continental. Le bassin de Tremp possède la particularité de contenir des strates riches en restes fossiles du Crétacé (dinosaures, vertébrés, etc.), comme la formation de Tremp, puis à la fin d'être un bassin transporté lors de la l'orogenèse des Pyrénées à l'Éocène. Il tire son nom de la commune de Tremp qui se trouve en son sein.

## Historique géologique
Ce bassin s'est formé dans une dépression crée par l'éclatement de la Pangée et la séparation de la plaque nord-américaine avec la plaque eurasienne au début du Jurassique. Le rifting entre l'Afrique et l'Europe au Crétacé inférieur a créé la micro-plaque ibérique isolée, où le bassin de Tremp se situe dans le coin nord-est, subissant un régime tectonique de bassin arrière-arc. Entre les périodes de l'Albien moyen et le début du Cénomanien, soit entre 108 Ma et 98 Ma environ, une série de bassins allongés se sont développés, produisant une discordance locale dans le bassin de Tremp. Une première phase de compression tectonique a commencé au cours du Cénomanien (vers 95 Ma) qui s'est poursuivie jusqu'à la fin du Santonien (vers 85 Ma), lorsque Iberia a commencé à tourner dans le sens antihoraire vers l'Europe, produisant une série de bassins transportés dans les Pré-Pyrénées sud. Une phase postérieure tectoniquement plus calme a fourni au bassin de Tremp une séquence de strates déposées en eau peu profonde et faite de carbonates marins. Cette phase calme se poursuit avec le dépôt de la formation de Tremp, dont les couches inférieures sont encore légèrement marines, mais devenant plus continental et lagunaire dans les couches supérieures.
Lors de la formation des Pyrénées, peu de temps après le dépôt de la formation de Tremp, la poussée tectonique de Boixols (active au nord du bassin de Tremp et représentée par l'anticlinal de Sant Corneli) a commencé une phase d'inversion tectonique, faisant passer des roches datant du Santonien supérieur au dessus de celles de la formation de Tremp dans son secteur nord. Puis le bassin subit sa phase principale de déplacement du sud vers le nord au début de l'Éocène, lorsqu'une poussée tectonique venant du sud crée une autre faille inverse, la faille de Montsec située au sud du bassin de Tremp. En effet, la remontée de la plaque africaine entraîne une compression de la plaque ibérique et sa collision avec la plaque eurasienne formant ainsi les Pyrénées. On assiste alors à un raccourcissement local de la croûte terrestre d'environ 100 km. Ce raccourcissement entraîne la fracturation, le décollement, le transport puis le chevauchement d'unités géologiques entières sur de longues distances, créant des 
nappes de charriage. Dans la plupart des cas, ces unités sont constituées de roches sédimentaires, car plus susceptibles de contenir des niveaux de décollement favorables à la formation d'une nappe. Le bassin de Tremp est alors transporté du sud vers le nord sur la nappe de Montsec. La phase de sédimentation active continuant en même temps que les phases de déformation et de transport (événements synchrones), le bassin de Tremp fait partie de la catégorie des bassins transportés (concept de piggyback basin en anglais). Donc, pendant la formation des Pyrénées, le bassin de Tremp est passivement transporté par la nappe de Montsec alors qu'il sédimente encore.
Par la suite[Quand ?], la partie ouest du bassin de Tremp a été recouvert d'épaisses couches de conglomérats, créant un bassin d'avant-pays purement continental, une tendance observée vers l'ouest dans les bassins d'avant-pays voisins d'Ainsa et de Jaca.

## Formations géologiques
Formations géologiques du bassin de Tremp :
| Période                                      | Séries    | Étage         | Âge (Ma)        | Paléo-carte                          | Bassin de Tremp             |
| -------------------------------------------- | --------- | ------------- | --------------- | ------------------------------------ | --------------------------- |
| Paléogène                                    | Éocène    | Yprésien      | 56.0 - 47.8     |                                      |                             |
| Paléogène                                    | Paléocène | Thanétien     | 59.2 - 56.0     | Formation de Tremp                   |                             |
| Paléogène                                    | Paléocène | Sélandien     | 61.6 - 59.2     | Formation de Tremp                   |                             |
| Paléogène                                    | Paléocène | Danien        | 66.0 - 61.6     | Formation de Tremp                   |                             |
| Crétacé                                      | Supérieur | Maastrichtien | 72.2 - 66.0     | Formation de Tremp, Formation d'Arén |                             |
| Crétacé                                      | Supérieur | Campanien     | 83.6 - 72.2     |                                      |                             |
| Crétacé                                      | Supérieur | Santonien     | 85.7 - 83.6     |                                      |                             |
| Crétacé                                      | Supérieur | Coniacien     | 89.8 - 85.7     |                                      |                             |
| Crétacé                                      | Supérieur | Turonien      | 93.9 - 89.8     |                                      |                             |
| Crétacé                                      | Supérieur | Cénomanien    | 100.5 - 93.9    | Marne de Sopeira                     |                             |
| Crétacé                                      | Inférieur | Albien        | 113.2 - 100.5   | Formation de Lluçà                   |                             |
| Crétacé                                      | Inférieur | Aptien        | 121.4 - 113.2   |                                      | Formation de Font Bordonera |
| Crétacé                                      | Inférieur | Barrémien     | 125.77 - 121.4  | Formation de la Pedrera de Rúbies    |                             |
| Crétacé                                      | Inférieur | Hauterivien   | 132.6 - 125.77  | Formation de la Pedrera de Rúbies    |                             |
| Crétacé                                      | Inférieur | Valanginien   | 137.05 - 125.77 | Formation de la Pedrera de Rúbies    |                             |
| Crétacé                                      | Inférieur | Berriasien    | 143.1 - 137.05  | Formation de la Pedrera de Rúbies    |                             |
| Jurassique                                   | Malm      | Tithonien     | 149.2 - 143.1   |                                      |                             |
| Subdivision des périodes selon l'UISG, 2018. |           |               |                 |                                      |                             |